# Grandvals
Pour les articles homonymes, voir Grandval.
Grandvals [ɡʁɑ̃val] est une commune française située dans le nord-ouest du département de la Lozère en région Occitanie, sur le plateau de l'Aubrac. Elle est traversée par la rivière le Bès.
Exposée à un climat de montagne, elle est drainée par le Bès, le Rioumau, le ruisseau Las Chantagues et par divers autres petits cours d'eau. Incluse dans le parc naturel régional de l'Aubrac, la commune possède un patrimoine naturel remarquable : un site Natura 2000 (le « plateau de l'Aubrac ») et trois zones naturelles d'intérêt écologique, faunistique et floristique.
Grandvals est une commune rurale qui compte 59 habitants en 2022, après avoir connu un pic de population de 550 habitants en 1806.  Ses habitants sont appelés les Grandvaliens ou  Grandvaliennes.

## Géographie

### Localisation
La commune de Grandvals est située dans le Massif central sur le plateau de l'Aubrac. Elle est traversée par la principale rivière de ce plateau, le Bès. Grandvals est l'une des communes du parc naturel régional de l'Aubrac.
Le village de Grandvals est limitrophe du département du Cantal.

### Communes limitrophes
Les communes limitrophes sont  Brion, Recoules-d'Aubrac, Saint-Rémy-de-Chaudes-Aigues et Saint-Urcize.
| Saint-Rémy-de-Chaudes-Aigues (Cantal) |                   | Brion |
| Saint-Urcize (Cantal)                 | Grandvals         |       |
|                                       | Recoules-d'Aubrac |       |

### Géologie
Le territoire de Grandvals s'étend sur d'épaisses accumulations fluvio-glaciaires qui recouvrent, dans la vallée du Bès, des formations granitiques.
Malgré l'acidité des sols et leur pauvreté en nutriments, l'arénisation importante et l'épaisseur des dépôts fluviaux les rendent particulièrement aptes à la rétention d'eau en donnant des prairies "grasses" où les graminées se développent de manière favorable.

### Hydrographie

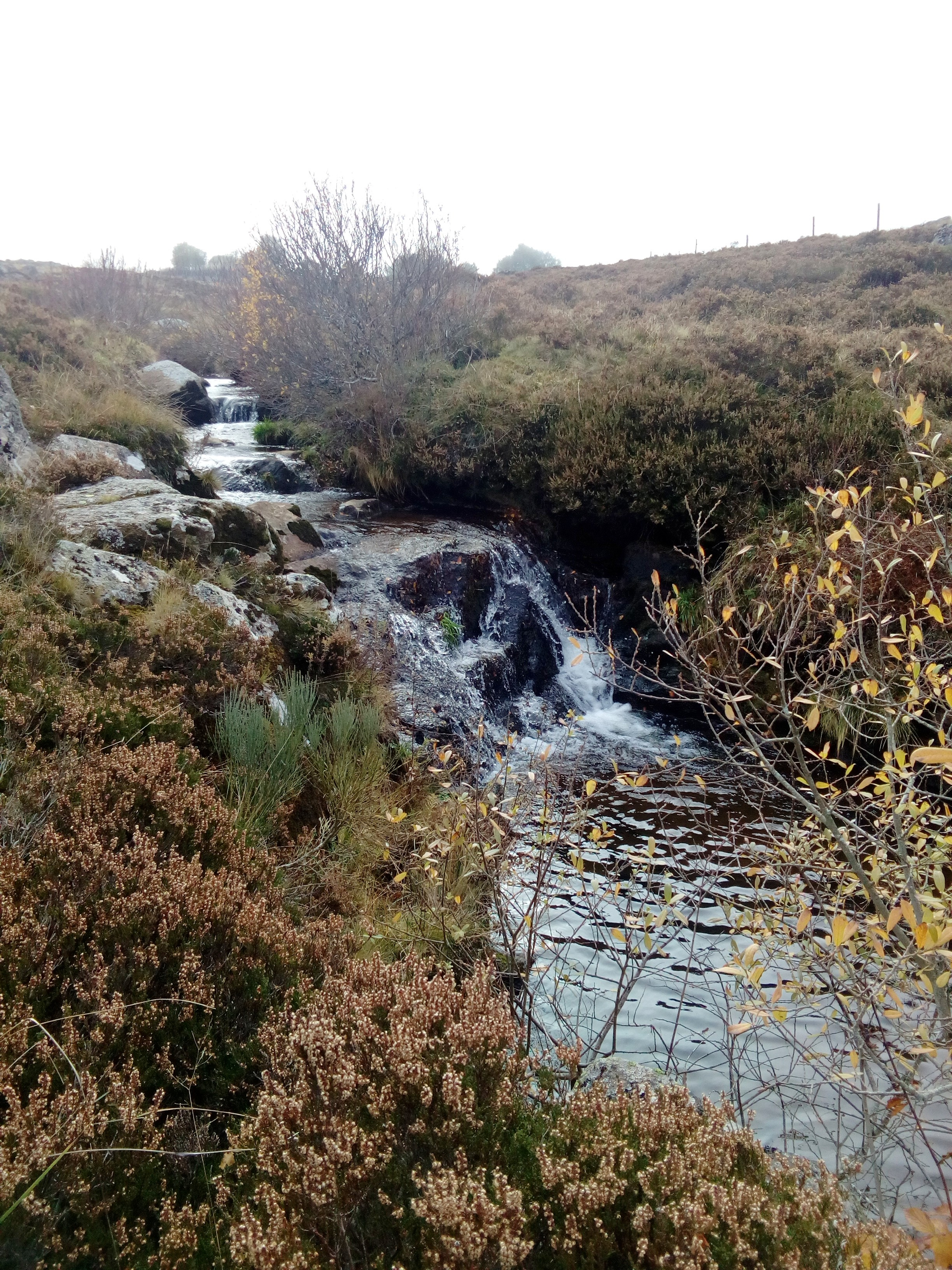
Le Bès non loin de sa source

Les quatre principaux cours d'eau qui traversent la commune de Grandvals sont :
- la rivière le Bès, affluent de la rivière Truyère ;

et les ruisseaux :
- Las Chantagues ;
- des Gafettes ;
- des Roustières.

Les ruisseaux Las Chantagues, des Gafettes et des Roustières sont des affluents de la rivière le Bès.

### Climat
Pour des articles plus généraux, voir Climat de l'Occitanie et Climat de la Lozère.
En 2010, le climat de la commune est de type climat de montagne, selon une étude s'appuyant sur une série de données couvrant la période 1971-2000. En 2020, Météo-France publie une typologie des climats de la France métropolitaine dans laquelle la commune est exposée à un climat de montagne ou de marges de montagne et est dans la région climatique Sud-est du Massif Central, caractérisée par une pluviométrie annuelle de 1 000 à 1 500 mm, minimale en été, maximale en automne.
Pour la période 1971-2000, la température annuelle moyenne est de 7,6 °C, avec une amplitude thermique annuelle de 15,6 °C. Le cumul annuel moyen de précipitations est de 1 108 mm, avec 10,7 jours de précipitations en janvier et 7,1 jours en juillet. Pour la période 1991-2020, la température moyenne annuelle observée sur la station météorologique la plus proche, située sur la commune de Peyre en Aubrac à 20 km à vol d'oiseau, est de 8,0 °C et le cumul annuel moyen de précipitations est de 954,9 mm,. Pour l'avenir, les paramètres climatiques de la commune estimés pour 2050 selon différents scénarios d'émission de gaz à effet de serre sont consultables sur un site dédié publié par Météo-France en novembre 2022.

### Voies de communication et transports
Autoroute proche de Grandvals : A75.
Gares proches :
- gare de Saint-Chély-d'Apcher ;
- gare de Marvejols.

### Milieux naturels et biodiversité

#### Espaces protégés
La protection réglementaire est le mode d’intervention le plus fort pour préserver des espaces naturels remarquables et leur biodiversité associée,.
La commune fait partie du parc naturel régional de l'Aubrac, créé par décret le 23 mai 2018 et occupant une superficie de 220 284 ha. Région rurale de moyenne montagne, l’Aubrac possède un patrimoine encore bien préservé. Son économie rurale, ses paysages, ses savoir-faire, son environnement et son patrimoine culturel reconnus n'en demeurent pas moins vulnérables et menacés et c'est à ce titre que cette zone a été protégée,.

#### Réseau Natura 2000

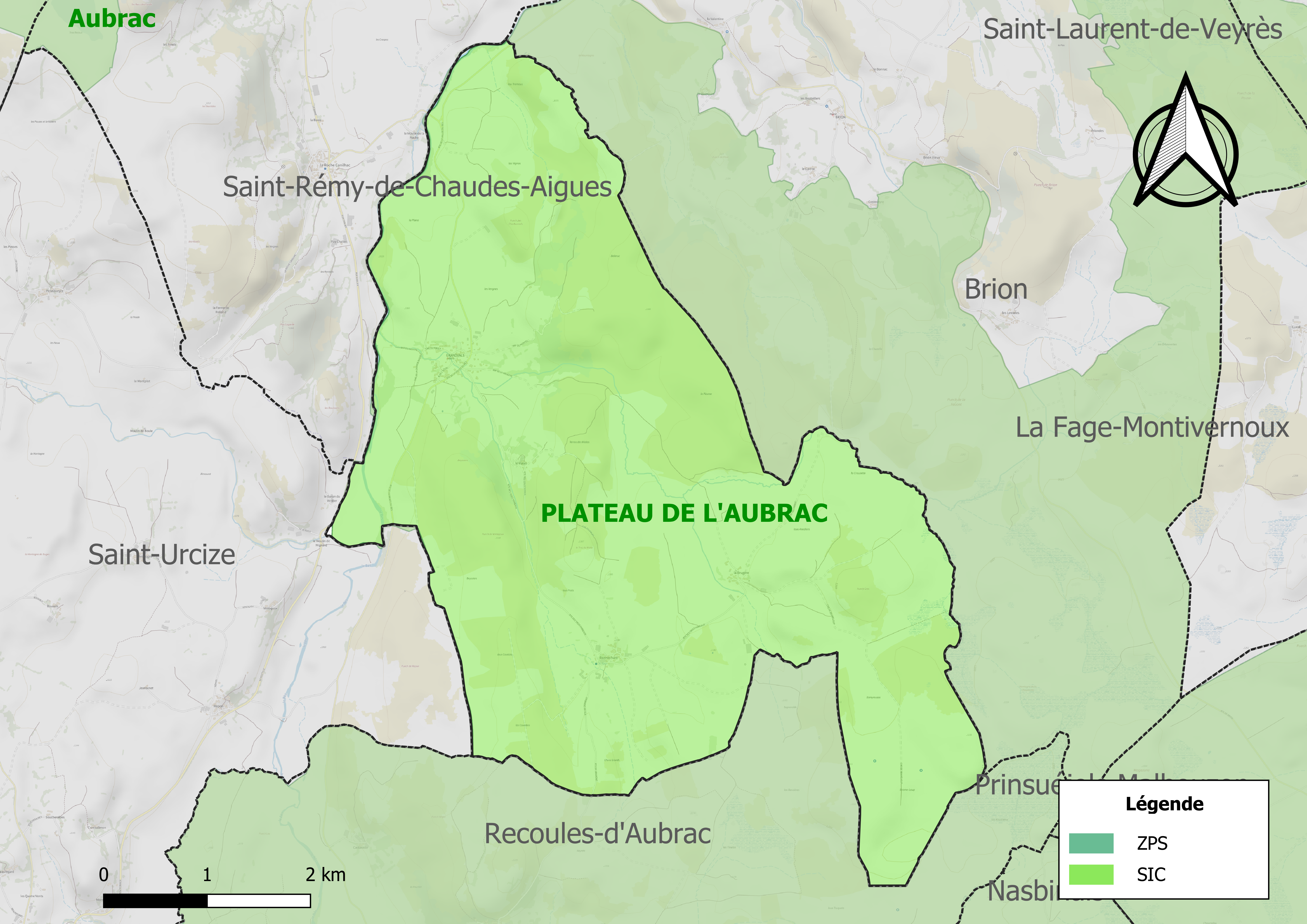
Site Natura 2000 sur le territoire communal.

Le réseau Natura 2000 est un réseau écologique européen de sites naturels d'intérêt écologique élaboré à partir des directives habitats et oiseaux, constitué de zones spéciales de conservation (ZSC) et de zones de protection spéciale (ZPS).
Un site Natura 2000 a été défini sur la commune au titre de la directive habitats : le « plateau de l'Aubrac », d'une superficie de 25 475 ha, un site comportant un grand nombre de tourbières abritant une flore très spécialisée : plantes carnivores, linaigrettes, et certaines espèces relictes des dernières glaciations comme la Ligulaire de Sibérie.

#### Zones naturelles d'intérêt écologique, faunistique et floristique
L’inventaire des zones naturelles d'intérêt écologique, faunistique et floristique (ZNIEFF) a pour objectif de réaliser une couverture des zones les plus intéressantes sur le plan écologique, essentiellement dans la perspective d’améliorer la connaissance du patrimoine naturel national et de fournir aux différents décideurs un outil d’aide à la prise en compte de l’environnement dans l’aménagement du territoire.
Une ZNIEFF de type 1 est recensée sur la commune :
la « vallée du Bès et du Riomau » (4 381 ha), couvrant 11 communes dont quatre dans l'Aveyron, trois dans le Cantal et quatre dans la Lozère et deux ZNIEFF de type 2, : 
- le « plateau de l'Aubrac » (18 330 ha), couvrant 21 communes dont six dans l'Aveyron, dix dans le Cantal et cinq dans la Lozère[19] ;
- le « plateau de l'Aubrac lozérien » (28 285 ha), couvrant 18 communes dont une dans le Cantal et 17 dans la Lozère[20].

Cartes des ZNIEFF de type 1 et 2 à Grandvals.
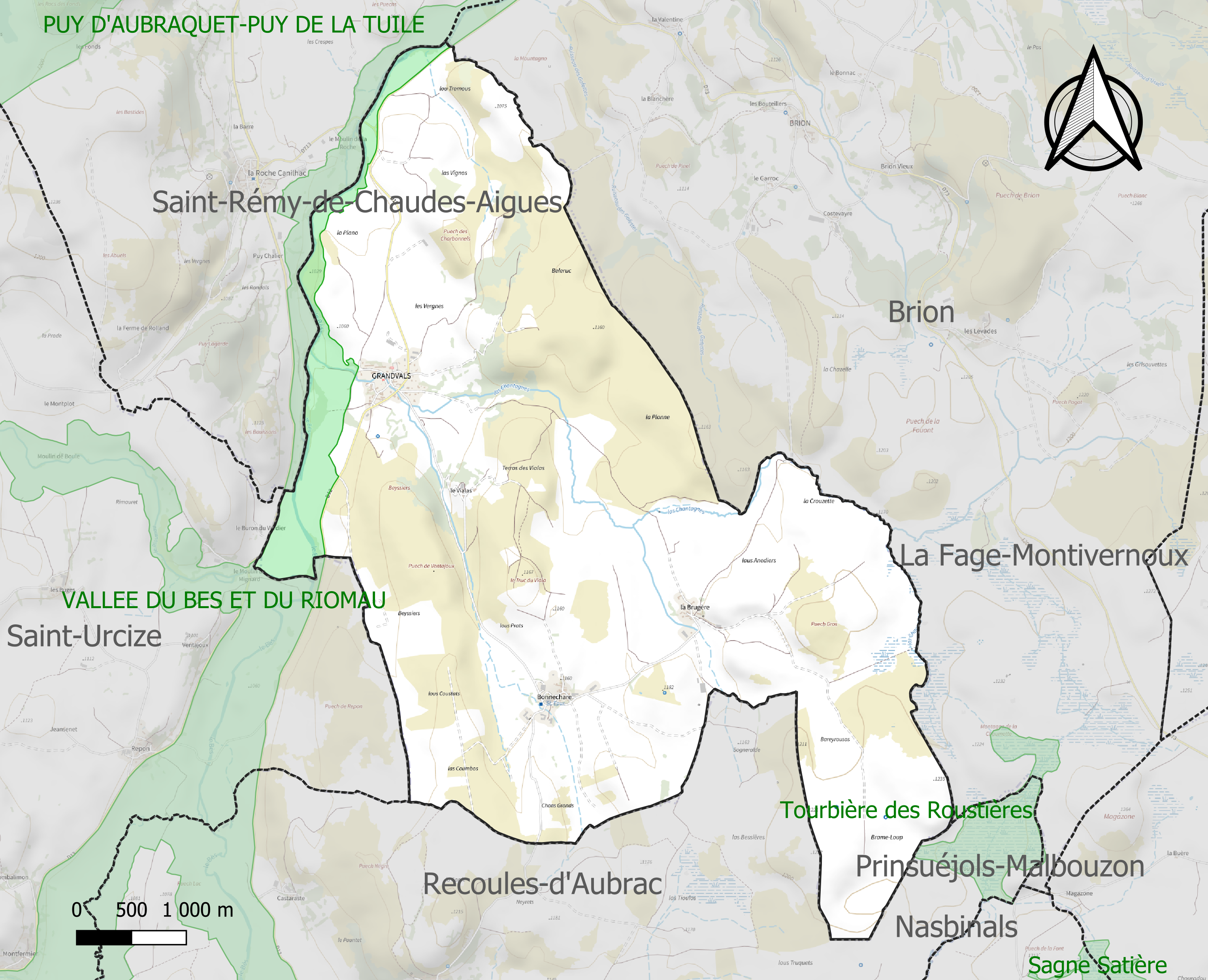
Carte de la ZNIEFF de type 1 sur la commune.
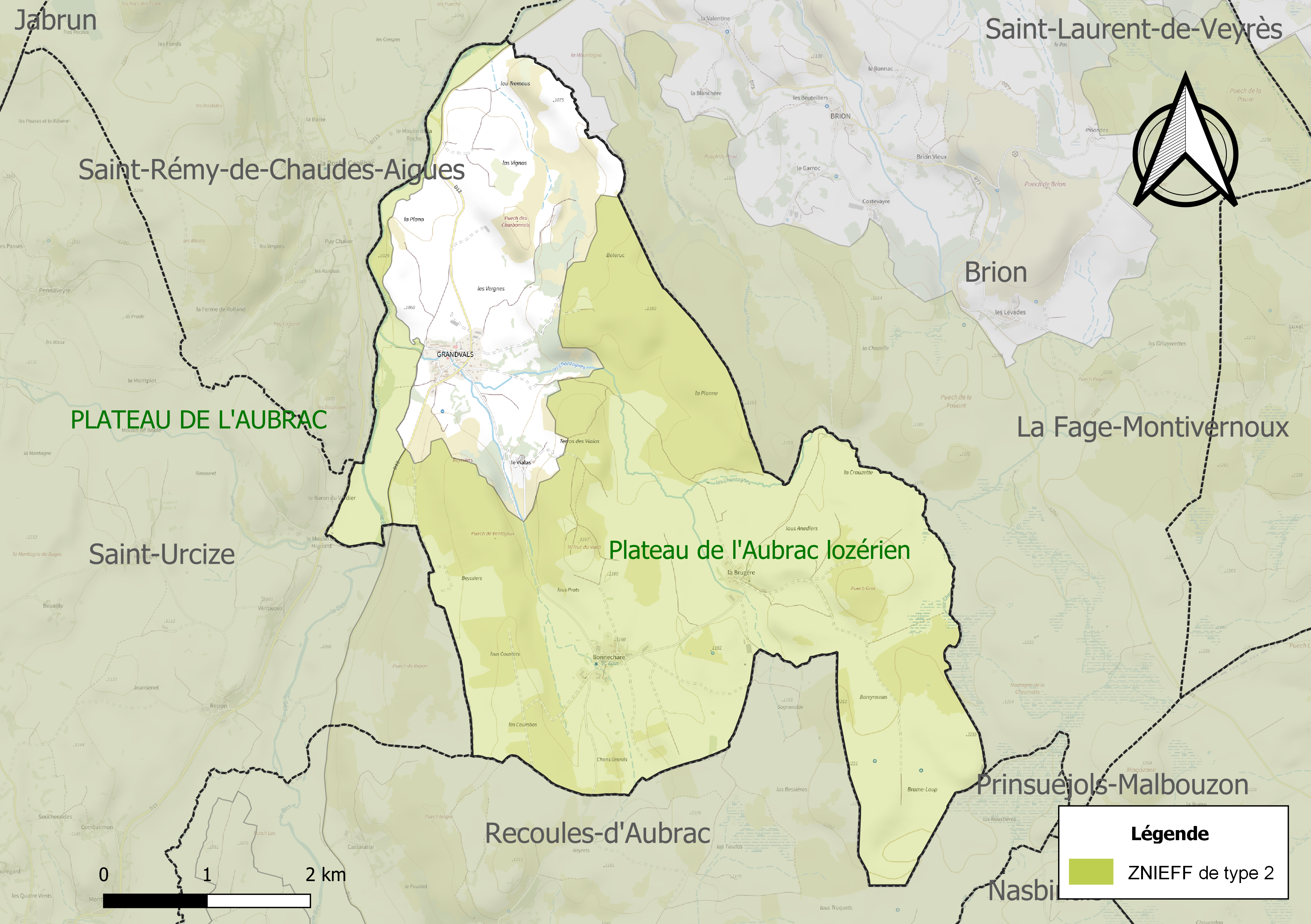
Carte des ZNIEFF de type 2 sur la commune.

## Urbanisme

### Typologie
Au 1er janvier 2024, Grandvals est catégorisée commune rurale à habitat très dispersé, selon la nouvelle grille communale de densité à sept niveaux définie par l'Insee en 2022.
Elle est située hors unité urbaine et hors attraction des villes,.

### Occupation des sols
Forêts, prairies et zones agricoles couvrent 64,9 % des sols de Grandvals.
L'occupation des sols de la commune, telle qu'elle ressort de la base de données européenne d’occupation biophysique des sols Corine Land Cover (CLC), est marquée par l'importance des forêts et milieux semi-naturels (64,9 % en 2018), une proportion sensiblement équivalente à celle de 1990 (65,4 %). La répartition détaillée en 2018 est la suivante : 
milieux à végétation arbustive et/ou herbacée (64,9 %), prairies (23,7 %), zones agricoles hétérogènes (11,4 %). L'évolution de l’occupation des sols de la commune et de ses infrastructures peut être observée sur les différentes représentations cartographiques du territoire : la carte de Cassini (XVIIIe siècle), la carte d'état-major (1820-1866) et les cartes ou photos aériennes de l'IGN pour la période actuelle (1950 à aujourd'hui).

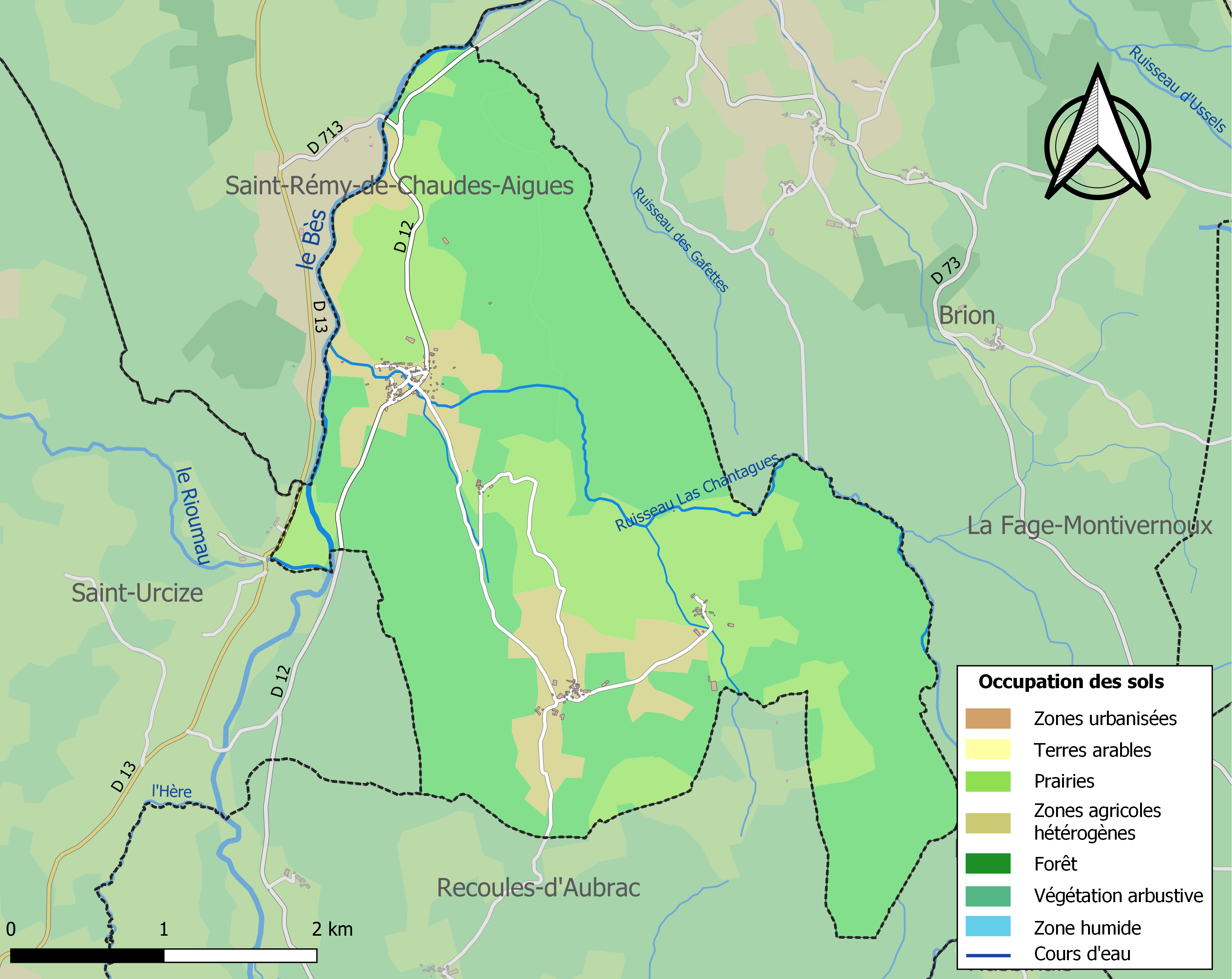
Carte des infrastructures et de l'occupation des sols de la commune en 2018 (CLC).

### Risques majeurs
Le territoire de la commune de Grandvals est vulnérable à différents aléas naturels : météorologiques (tempête, orage, neige, grand froid, canicule ou sécheresse), inondations, feux de forêts, mouvements de terrains et séisme (sismicité faible). Il est également exposé à un risque particulier : le risque de radon. Un site publié par le BRGM permet d'évaluer simplement et rapidement les risques d'un bien localisé soit par son adresse soit par le numéro de sa parcelle.

#### Risques naturels
Certaines parties du territoire communal sont susceptibles d’être affectées par le risque d’inondation par débordement de cours d'eau, notamment le Bès et le Rioumau. La commune a été reconnue en état de catastrophe naturelle au titre des dommages causés par les inondations et coulées de boue survenues en 1982, 1994, 2003 et 2014,.
Grandvals est exposée au risque de feu de forêt. Un plan départemental de protection des forêts contre les incendies (PDPFCI) a été approuvé en décembre 2014 pour la période 2014-2023. Les mesures individuelles de prévention contre les incendies sont précisées par divers arrêtés préfectoraux et s’appliquent dans les zones exposées aux incendies de forêt et à moins de 200 mètres de celles-ci. L’arrêté du 23 mars 2018, complété par un arrêté de 2020, réglemente l'emploi du feu en interdisant notamment d’apporter du feu, de fumer et de jeter des mégots de cigarette dans les espaces sensibles et sur les voies qui les traversent sous peine de sanctions. L'arrêté du 23 août 2021, abrogeant un arrêté de 2002, rend le débroussaillement obligatoire, incombant au propriétaire ou ayant droit,,.

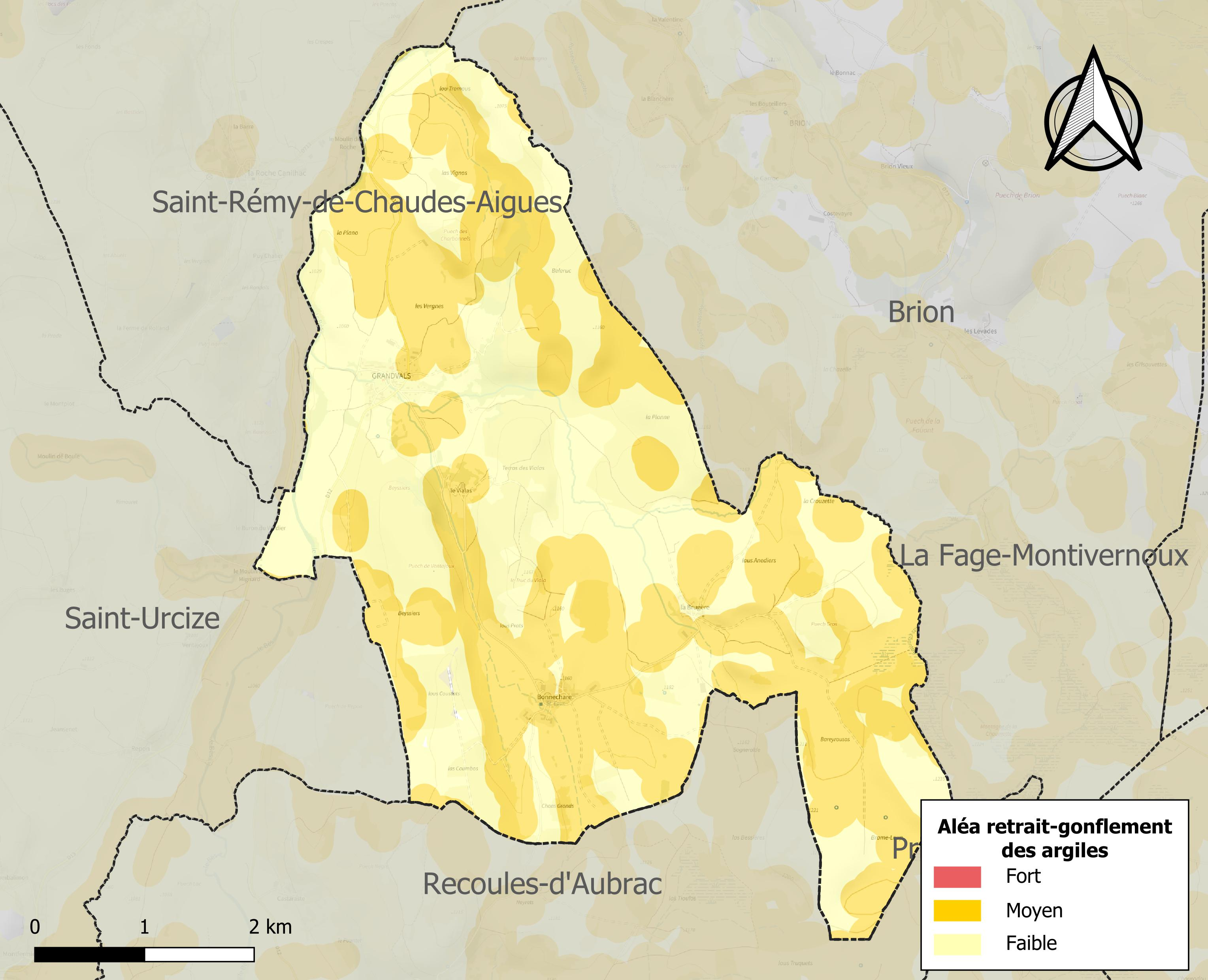
Carte des zones d'aléa retrait-gonflement des sols argileux de Grandvals.

Les mouvements de terrains susceptibles de se produire sur la commune sont des tassements différentiels.
Le retrait-gonflement des sols argileux est susceptible d'engendrer des dommages importants aux bâtiments en cas d’alternance de périodes de sécheresse et de pluie. 53,3 % de la superficie communale est en aléa moyen ou fort (15,8 % au niveau départemental et 48,5 % au niveau national). Sur les 89 bâtiments dénombrés sur la commune en 2019,  33 sont en aléa moyen ou fort, soit 37 %, à comparer aux 14 % au niveau départemental et 54 % au niveau national. Une cartographie de l'exposition du territoire national au retrait gonflement des sols argileux est disponible sur le site du BRGM,.
Par ailleurs, afin de mieux appréhender le risque d’affaissement de terrain, l'inventaire national des cavités souterraines permet de localiser celles situées sur la commune.

#### Risque particulier
Dans plusieurs parties du territoire national, le radon, accumulé dans certains logements ou autres locaux, peut constituer une source significative d’exposition de la population aux rayonnements ionisants. Certaines communes du département sont concernées par le risque radon à un niveau plus ou moins élevé. Selon la classification de 2018, la commune de Grandvals est classée en zone 3, à savoir zone à potentiel radon significatif.

## Toponymie
Grandvals, nom qui provient de "grande vallée" en référence à la vallée de la rivière le Bès, et étymologiquement de l'occitan grand (grand) et val (vallée), a changé une seule fois d'appellation, ou plus précisément d'orthographe, s'écrivant Grandval avant 1801.
Adolphe Laurent Joanne, dans le Dictionnaire géographique, administratif, postal de la France, de l'Algérie et des colonies paru en 1869, indique bien la graphie Grandvals.

## Politique et administration

### Découpage territorial
La commune de Grandvals est membre de la communauté de communes des Hautes Terres de l'Aubrac, un établissement public de coopération intercommunale (EPCI) à fiscalité propre créé le 30 novembre 2016 dont le siège est à Peyre en Aubrac. Ce dernier est par ailleurs membre d'autres groupements intercommunaux.
Sur le plan administratif, elle est rattachée à l'arrondissement de Mende, à la circonscription administrative de l'État de la Lozère et à la région Occitanie.
Sur le plan électoral, elle dépend du canton de Peyre en Aubrac pour l'élection des conseillers départementaux, depuis le redécoupage cantonal de 2014 entré en vigueur en 2015, et de la circonscription de la Lozère pour les élections législatives, depuis le dernier découpage électoral de 2010.

### Liste des maires
Depuis 1901, ont été élus maires de Grandvals :
| Période                                  | Période | Identité                                    | Étiquette | Qualité              |
| ---------------------------------------- | ------- | ------------------------------------------- | --------- | -------------------- |
| Les données manquantes sont à compléter. |         |                                             |           |                      |
| 1901                                     |         | Jean Dominge                                |           |                      |
| 1904                                     |         | Jean-Pierre Sainrau                         |           |                      |
| 1908                                     |         | Jean Alinc                                  |           |                      |
| 1912                                     |         | Jean-Pierre Sainrau                         |           |                      |
| 1916                                     |         | Auguste Vaissade                            |           |                      |
| 1918                                     |         | Jean Alinc                                  |           |                      |
| 1919                                     |         | Pierre-Jean Pelat                           |           |                      |
| 1935                                     |         | Raymond Vaissade                            |           | cultivateur          |
| 1977                                     |         | Pierre Prunières                            |           |                      |
| 1983                                     |         | Théophile Moisset                           |           |                      |
| 2001                                     |         | Marie-Louise Valla-Vaissade (décès en 2019) |           | retraitée des Impôts |
| 2020                                     |         | Laurent Prat                                |           | exploitant agricole  |

## Population et société

### Démographie
Les habitants de Grandvals, appelés Grandvaliens, étaient au nombre de 550 en 1806. En 2019, 75 personnes vivent dans cette commune.

L'évolution du nombre d'habitants est connue à travers les recensements de la population effectués dans la commune depuis 1793. Pour les communes de moins de 10 000 habitants, une enquête de recensement portant sur toute la population est réalisée tous les cinq ans, les populations de référence des années intermédiaires étant quant à elles estimées par interpolation ou extrapolation. Pour la commune, le premier recensement exhaustif entrant dans le cadre du nouveau dispositif a été réalisé en 2004.

En 2022, la commune comptait 59 habitants, en évolution de −21,33 % par rapport à 2016 (Lozère : +0,11 %, France hors Mayotte : +2,11 %).
| 1793 | 1800 | 1806 | 1821 | 1831 | 1836 | 1841 | 1846 | 1851 |
| ---- | ---- | ---- | ---- | ---- | ---- | ---- | ---- | ---- |
| 348  | 319  | 550  | 313  | 352  | 398  | 388  | 281  | 244  |

| 1856 | 1861 | 1866 | 1872 | 1876 | 1881 | 1886 | 1891 | 1896 |
| ---- | ---- | ---- | ---- | ---- | ---- | ---- | ---- | ---- |
| 281  | 290  | 272  | 264  | 276  | 241  | 270  | 271  | 258  |

| 1901 | 1906 | 1911 | 1921 | 1926 | 1931 | 1936 | 1946 | 1954 |
| ---- | ---- | ---- | ---- | ---- | ---- | ---- | ---- | ---- |
| 265  | 274  | 253  | 241  | 214  | 207  | 188  | 197  | 179  |

| 1962 | 1968 | 1975 | 1982 | 1990 | 1999 | 2004 | 2006 | 2009 |
| ---- | ---- | ---- | ---- | ---- | ---- | ---- | ---- | ---- |
| 171  | 173  | 175  | 127  | 103  | 92   | 88   | 84   | 78   |

| 2014 | 2019 | 2022 | - | - | - | - | - | - |
| ---- | ---- | ---- | - | - | - | - | - | - |
| 77   | 66   | 59   | - | - | - | - | - | - |

En 2019, Grandvals compte 75 habitants avec une proportion de 52,4 % de femmes et 47,6 % d'hommes.

### Cultes

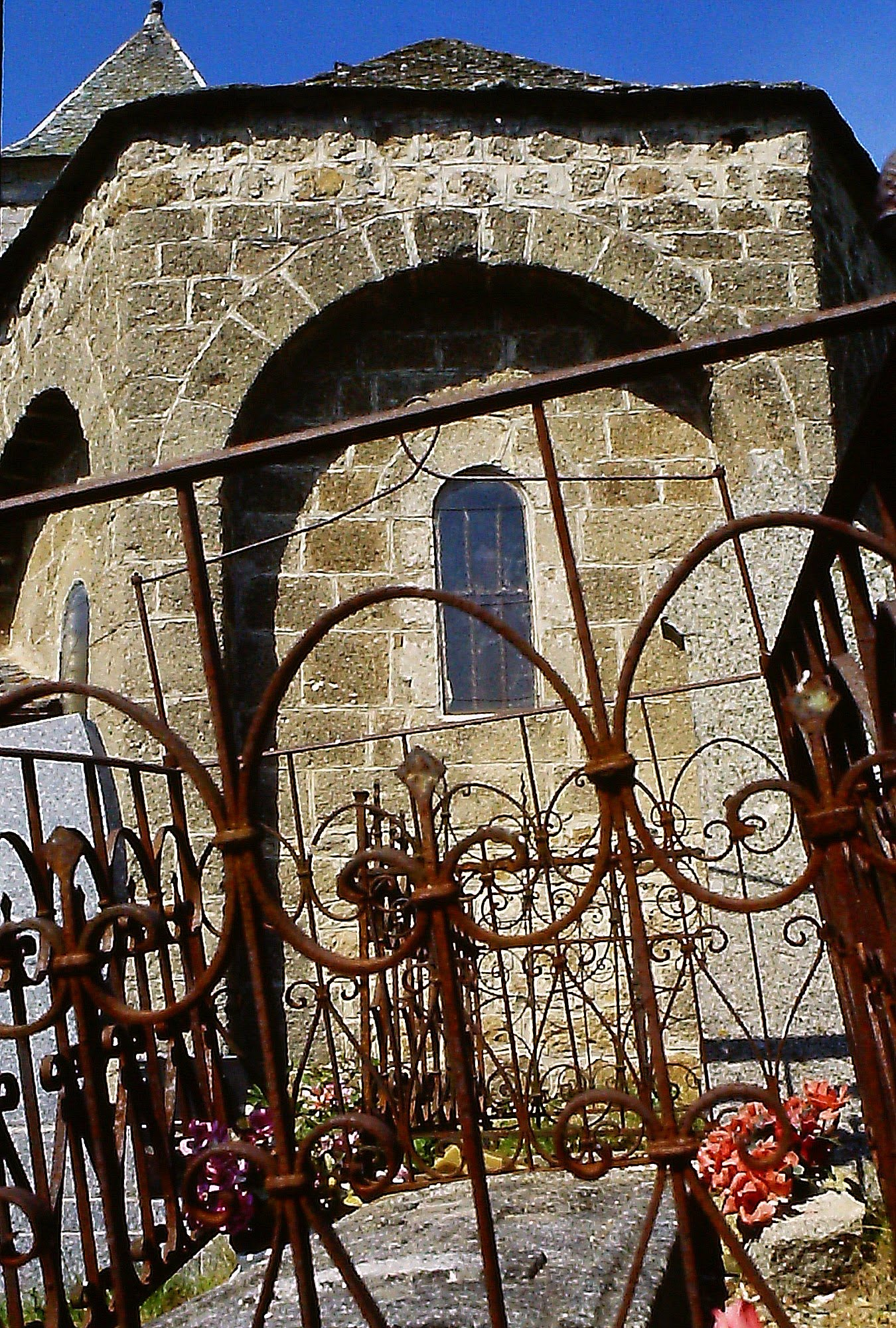
Église de Grandvals et aperçu du cimetière

L'Église de la Nativité-de-la-Sainte-Vierge, église romane du XIIe siècle, anciennement siège d'un prieuré de la Chaise-Dieu, est le seul édifice religieux présent sur le territoire de la commune de Grandvals.
La cure de l'église a été restaurée et transformée en gîtes qui longent le cimetière.

## Économie

### Emploi
|                | 2008  | 2013  | 2018  |
| -------------- | ----- | ----- | ----- |
| Commune        | 3,9 % | 1,9 % | 2,8 % |
| Département    | 5 %   | 6,4 % | 7,1 % |
| France entière | 8,3 % | 10 %  | 10 %  |

En 2018, la population âgée de 15 à 64 ans s'élève à 38 personnes, parmi lesquelles on compte 91,7 % d'actifs (88,9 % ayant un emploi et 2,8 % de chômeurs) et 8,3 % d'inactifs,. Depuis 2008, le taux de chômage communal (au sens du recensement) des 15-64 ans est inférieur à celui de la France et du département.
La commune est hors attraction des villes,. Elle compte 21 emplois en 2018, contre 24 en 2013 et 23 en 2008. Le nombre d'actifs ayant un emploi résidant dans la commune est de 38, soit un indicateur de concentration d'emploi de 55,2 % et un taux d'activité parmi les 15 ans ou plus de 60,7 %.
Sur ces 38 actifs de 15 ans ou plus ayant un emploi, 19 travaillent dans la commune, soit 50 % des habitants. Pour se rendre au travail, 58,3 % des habitants utilisent un véhicule personnel ou de fonction à quatre roues, 11,1 % s'y rendent en deux-roues, à vélo ou à pied et 30,6 % n'ont pas besoin de transport (travail au domicile).

### Sols
Grandvals est une commune rurale de montagne. Elle comporte 64,9 % de forêts et de milieux semi-naturels. Elle est dominée par des terres à végétation arbustive et/ou herbacée, des prairies et des zones agricoles hétérogènes.

### Produits alimentaires traditionnels
Sur le territoire de Grandvals, parmi les viandes cinq ont le label Indication géographique protégée (IGP) :
- la Génisse Fleur d'Aubrac ;
- l'Agneau de Lozère ;
- le Porc d'Auvergne ;
- les Volailles d'Auvergne ;
- les Volailles du Languedoc.

Deux variétés de fromages ont le label Appellation d'origine contrôlée (AOC) :
- le Bleu d'Auvergne ;
- le fromage de Laguiole.

## Culture locale et patrimoine

### Lieux et monuments

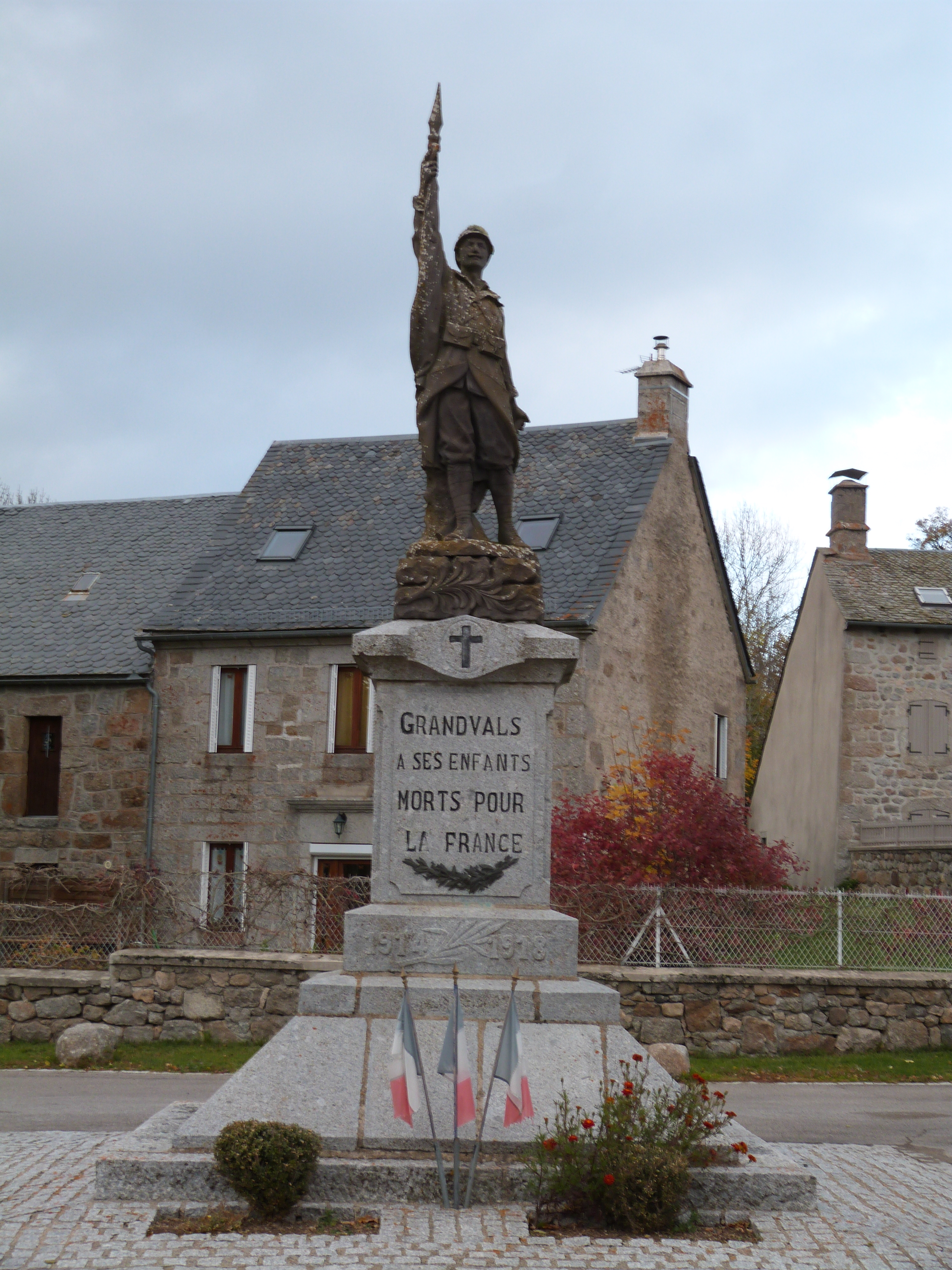
Monument aux morts de Grandvals

- Église de la Nativité-de-la-Sainte-Vierge de Grandvals.
- Le monument aux morts de Grandvals, situé sur la place, devant l'Église de la Nativité-de-la-Sainte-Vierge, rend hommage aux morts pour la Patrie de la Première Guerre mondiale. Il repose sur un piédestal constitué par un socle carré à quatre niveaux. Un poilu avec son équipement, debout sur une sorte de rocher, brandit de son bras droit un drapeau. Trois palmes et une croix ornent le socle. Sur la face avant du monument est gravée l'inscription : "Grandvals à ses enfants morts pour la France 1914-1918". Une autre face porte les noms des victimes. À l'arrière du monument se trouvent dix plaques émaillées avec les photographies, les noms et les décorations des défunts[39].

### Héraldique
| Blason de Grandvals | Blason  | D'azur, à une coquille saint Jacques accompagnée de 3 fleurdelys, le tout d'or ; chaussé de sinople, à deux têtes de bœuf Aubrac d'argent, se mouvant des bords de l'écu en pointe. |
| Blason de Grandvals | Détails | Les vallées qui ont donné le nom à la commune sont représentées par le chaussé. La coquille saint Jacques rappelle que Grandvals est une des étapes du chemin de Saint-Jacques-de-Compostelle. Le prieuré de Grandvals dépendait de l’abbaye de La-Chaise-Dieu, ce qui explique le fond azur et les trois fleurs de lys. Le blason de cette communauté religieuse est « Écartelé, au 1 et 4, d’argent à la bande d’azur, accompagnée en orle de six roses de gueules et d’azur à trois fleurs de lys d’or. La reprise intégrale des armes de famille étant interdite pour les municipalités, il suffit d’en emprunter un ou plusieurs éléments. Chacune des fleurdelys permet de représenter les hameaux de la commune : Le-Vialas, Bonnechare et La-Brugère ; la coquille saint Jacques représentant le bourg de Grandvals. L’azur indique aussi la présence du Bès qui limite le territoire communal à l'ouest et de La-Chantagne qui le traverse de part en part en son centre. La partie sinople symbolise les vastes étendues herbeuses de la commune propices à l'élevage de la race Aubrac figurée par les deux têtes de bœuf. Les ornements sont une gentiane de sinople, fleurie d’or, mise en sautoir par la pointe et liée d'or avec une gerbe de narcisses de sinople, fleurie d’argent, le cœur d’or, ces deux essences couvrant les prairies de Grandvals marquant ainsi la qualité de vie particulièrement agréable ici. Le listel d'argent porte le nom de la commune en lettres majuscules de sable. La couronne de tours, dite murale, indique que l'écu est celui d'une commune; elle n'a rien à voir avec d'éventuelles fortifications. Le statut officiel du blason reste à déterminer. |